# Simon Estes

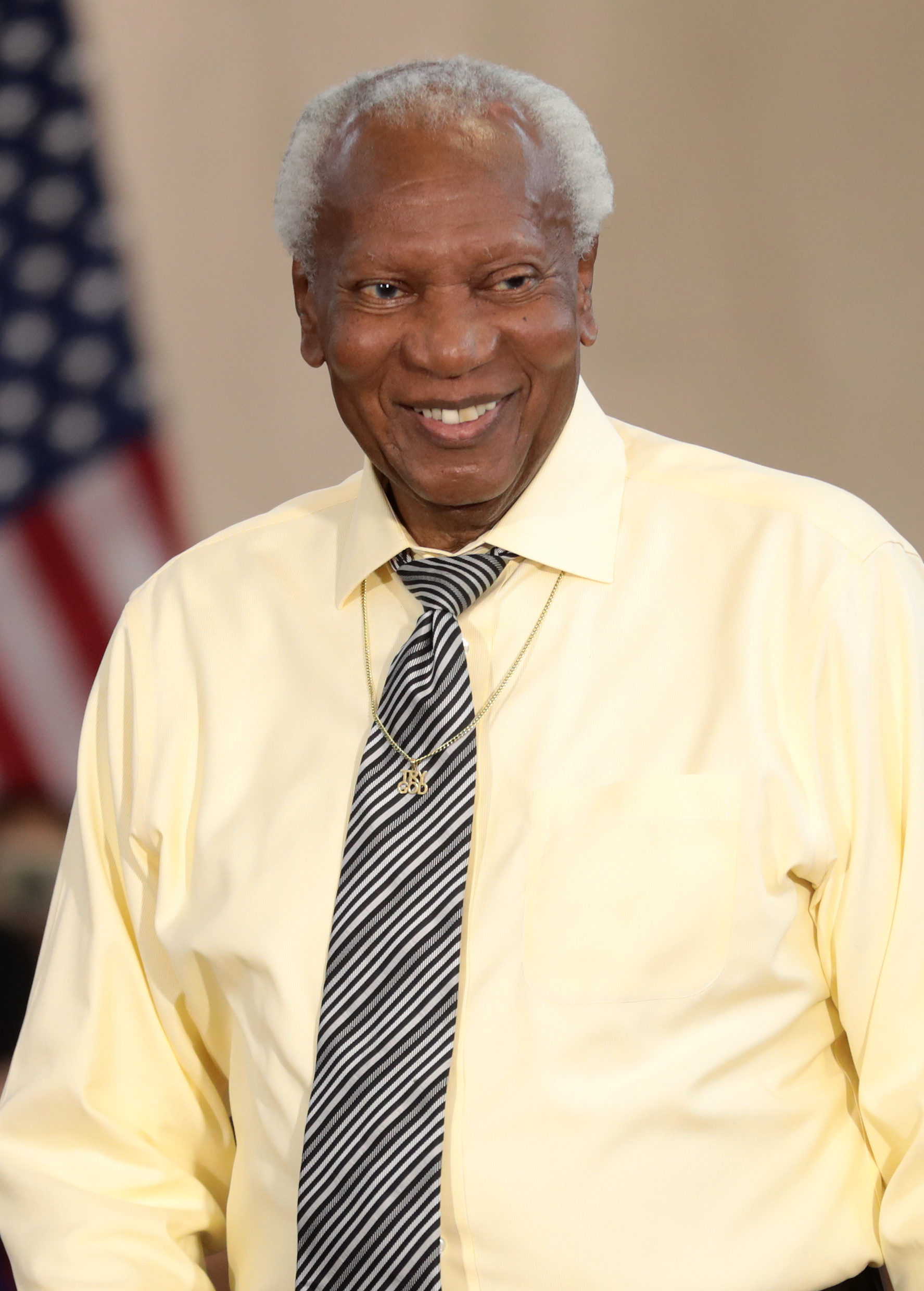
Simon Estes, 2019

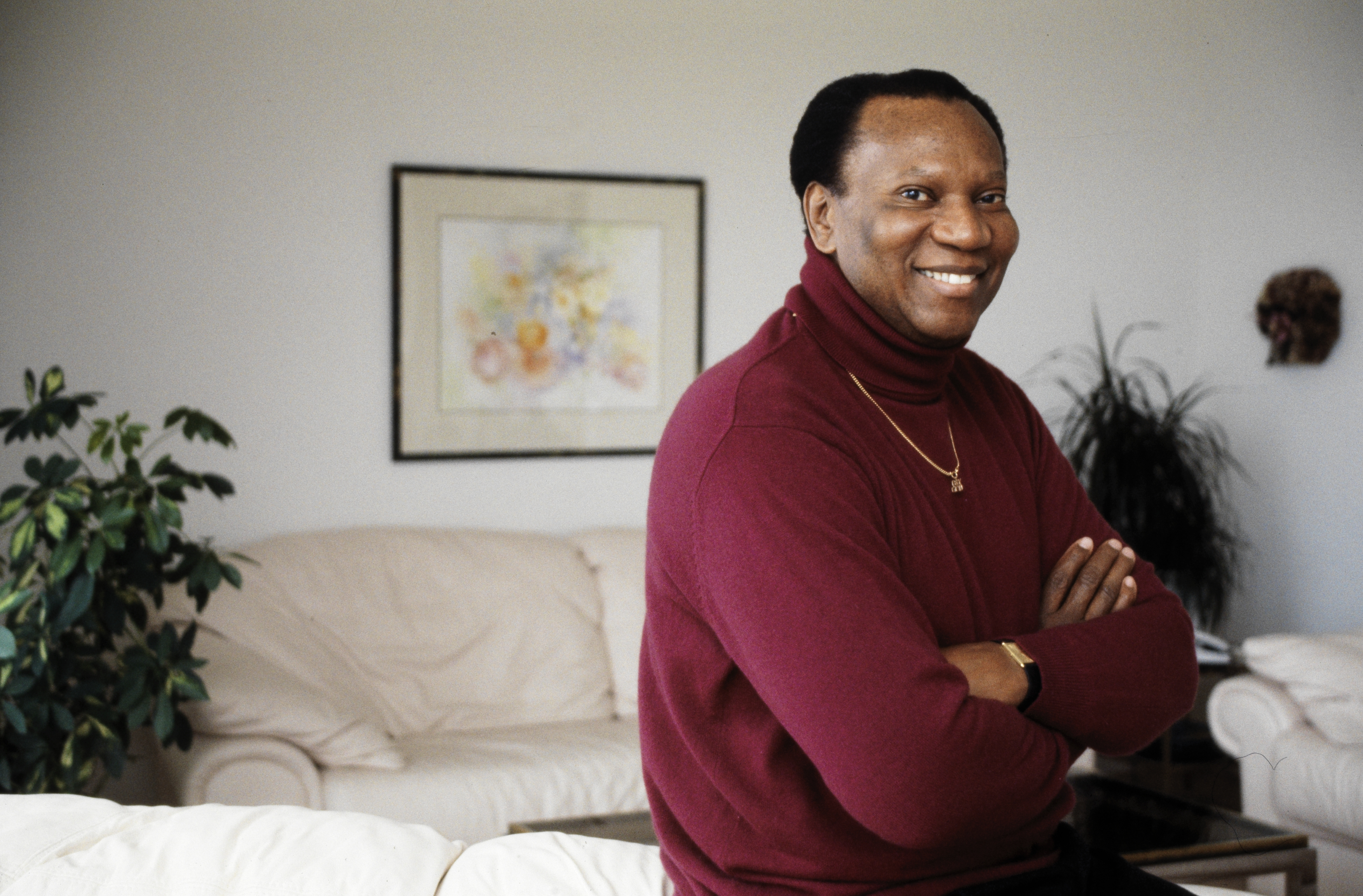
Simon Estes, aufgenommen in Zürich zwischen 1983 und 2001

Simon Estes (* 2. Februar 1938 in Centerville, Iowa) ist ein US-amerikanischer Opernsänger (Bassbariton).

## Leben
Simon Estes wurde während seines Studiums der Medizin und Psychologie als Mitglied der Universitätsband von dem Gesangslehrer Charles Kellis entdeckt. Durch dessen Vermittlung erhielt er ein Stipendium an der berühmten Julliard School of Music in New York.
Wie viele afroamerikanische Künstler seiner Zeit beschloss Estes, nach Europa zu gehen, wo rassistische Vorurteile damals keine so große Rolle spielten wie in den Vereinigten Staaten. In Europa erlebte er seinen Durchbruch. 1966 war er Preisträger des Internationalen Tschaikowsky-Wettbewerbs in Moskau, 1968 debütierte er an der Deutschen Oper Berlin als Ramphis in Aida. Seitdem sang er an allen großen Opernhäusern der Welt und trat unter namhaften Dirigenten mit den führenden Orchestern unserer Zeit auf. Konzerttourneen führen ihn in alle Musikzentren der Welt. Von 1978 bis 1985 war er bei den Bayreuther Festspielen zu Gast, wo er sowohl die Titelpartie in Der fliegende Holländer als auch den Amfortas im Parsifal sang.
Estes engagiert sich in zahlreichen Hilfsorganisationen. Er lehrt Gesang an der Boston University und lebt in der Schweiz.

## Aufnahmen (Auswahl)
- George Gershwin: Porgy and Bess, Rundfunk-Sinfonieorchester Berlin, Dirigent: Leonard Slatkin, 1985
- Richard Wagner: Der fliegende Holländer, Orchester der Bayreuther Festspiele, Dirigent: Woldemar Nelson, 1985 (auch DVD)
- Richard Wagner: Parsifal, Orchester der Bayreuther Festspiele, Dirigent: James Levine, 1985
- Igor Strawinsky: Oedipus Rex, Schwedisches Radio-Sinfonieorchester, Dirigent: Esa-Pekka Salonen, 1992
- Giuseppe Verdi: Don Carlos, Orchestra of the Royal Operahouse Covent Garden, Dirigent: Carlo Maria Giulini, 1971
- Giuseppe Verdi: Messa da Requiem, Berliner Philharmoniker, Dirigent: Carlo Maria Giulini, 1989
- Gabriel Fauré: Requiem, Staatskapelle Dresden, Dirigent: Colin Davis, 1985
- Ludwig van Beethoven: Sinfonie Nr. 9 d-Moll op. 125, Sinfonieorchester des Bayerischen Rundfunks, Dirigent: Colin Davis, 1989
- Georg Friedrich Händel: Der Messias, Sinfonieorchester des Bayerischen Rundfunks, Dirigent: Colin Davis, 1988